# Поддуб'я (Локнянський район)
Поддуб'я (рос. Поддубье) — присілок в Локнянському районі Псковської області Російської Федерації.
Населення становить 14 осіб. Входить до складу муніципального утворення Самолуковская волость.

## Історія
Від 2015 року входить до складу муніципального утворення Самолуковская волость.

## Населення
| 2001 | 2002 | 2010 |
| ---- | ---- | ---- |
| 32   | ↘26  | ↘14  |